# Водоспади Чілнуална
Водоспади Чілнуална (англ. Chilnualna Falls) — серія водоспадів загальною висотою 212 м в узелині Чілнуална в південній частині Національного парку Йосеміті. Водоспад — популярне місце серед туристів, якого можна легко досягти верхи. Серія водоспадів Чілнуална складається з п'яти каскадів, висотою від 10 до 90 м. Перший каскад становить 30 м, другий 9 м, третій і найбільший є 91 м, чертвертий 18 м, і останній 60 м.